# Otto Rappenecker
Otto Rappenecker (* 28. Juli 1903 in Freiburg im Breisgau; † 2. Januar 1995) war ein deutscher Jurist.

## Werdegang
Rappenecker legte er 1927 an der Rechts- und staatswissenschaftlichen Fakultät der Universität Freiburg seine Promotionsschrift vor und trat danach in den Staatsdienst, aus dem er 1933 aus politischen Gründen entlassen wurde. In der Folge ließ er sich in Freiburg als Rechtsanwalt nieder und war ab 1935 Sozius von Walter Bappert. 1940 wurde er zum Kriegsdienst eingezogen und kehrte nach dem Krieg nicht mehr in den Anwaltsberuf zurück. Ab 1946 war er Richter am badischen Landesarbeitsgericht in Freiburg und später Präsident des Landesarbeitsgerichts von Baden-Württemberg.
Während der Kontroverse um das Verhalten des baden-württembergischen Ministerpräsidenten Hans Filbinger in der Zeit des Nationalsozialismus war Rappenecker unabhängiger Sachverständiger.
Rappenecker trat 1923 in Freiburg der katholischen Studentenverbindung W.K.St.V. Unitas Eckhardia bei und war seit 1962 Ehrenmitglied der katholischen Studentenverbindung AV Cheruskia Tübingen.

## Ehrungen
- 1969: Großes Verdienstkreuz der Bundesrepublik Deutschland

## Schriften
- Die Bestimmungsgründe des Finanzausgleichs. Dissertation, 1927 (eingeschränkte Vorschau in der Google-Buchsuche).